# Rya Kihlstedt
Rya Kihlstedt (Lancaster (Pennsylvania), 23 juli 1970) is een Amerikaans actrice.
Kihlstedt ging naar de J.P. McCaskey High School in Lancaster (Pennsylvania) en studeerde in 1991 af aan het Skidmore College in Saratoga Springs (New York). Ze is sinds 1994 getrouwd met acteur Gil Bellows (Tommy in The Shawshank Redemption) en ze hebben samen twee kinderen. Ze speelde samen met haar man in 1999 in Say You'll Be Mine. In 2001 speelde ze in haar tot nu toe laatste film een bloeddorstige zeemeermin in She Creature.
Haar voorouders kwamen uit Zweden. Ze is 1,73 meter lang, heeft bruin haar en blauwe ogen.

## Filmografie
- Biblioteca Nacional de España: XX1176233
- Bibliothèque nationale de France: cb141934566 (data)
- International Standard Name Identifier: 0000 0000 4676 9166
- Library of Congress Control Number: no2006101010
- Virtual International Authority File: 51450399
- WorldCat: E39PBJqvWxh4TT69JMH8dgPRKd